# Chromatomyia regalensis
Chromatomyia regalensis este o specie de muște din genul Chromatomyia, familia Agromyzidae. A fost descrisă pentru prima dată de Steyskal în anul 1972. Conform Catalogue of Life specia Chromatomyia regalensis nu are subspecii cunoscute.